# 石井丈裕
石井 丈裕（いしい たけひろ、1964年10月25日 - ）は、東京都大田区出身の元プロ野球選手（投手）、野球指導者。野球解説者。
ソウルオリンピック野球の銀メダリスト。

## 経歴

### プロ入り前
東京都大田区で自営業の家庭に生まれる。3人姉弟の末っ子で姉が2人いる。羽田中学では途中から就任した野球部の顧問が練習を指導せず、意欲をそがれて退部したという。その後、誘いを受けた事から大田シャークボーイズで硬式野球を始めた。中学の1年先輩には元大相撲小結で元プロレスラーの安田忠夫がいる。
早稲田実業時代は、球速は速かったものの制球力が悪くカーブも投げられず故障がちであった。同期の荒木大輔の控え投手として1982年春の第54回選抜大会に出場するが、準々決勝で横浜商業に敗れ、ベスト8、自身の登板機会はなかった。同年夏の第64回全国選手権では、1回戦の宇治高との対戦で大差がつき、荒木をリリーフして甲子園初登板を果たす。準々決勝の池田高校戦でも荒木を救援するが水野雄仁に満塁ホームランを打たれ、敗北を喫している。
1983年に高校卒業後、法政大学に進学。1学年上の西川佳明はもとより同期の猪俣隆が3年春からエース格だったため、東京六大学野球リーグに初登板したのは3年生の秋季リーグ戦と遅かったが、4年生になると頭角を現し、1986年春季リーグ戦では3勝を挙げてベストナインに選出された。同年の日米大学野球選手権大会、第29回アマチュア野球世界選手権の日本代表となる。純粋な力勝負ができる国際試合の魅力に取りつかれたという。リーグ戦の通算成績は8勝4敗。大学同期に投手の猪俣隆、山岸敦、山本貴、金子誠一、捕手の高田誠、1学年上に投手の西川佳明、若井基安、西山竜二、1学年下に投手の秋村謙宏、松井達徳、鈴木俊雄、3学年下に投手の葛西稔らがいる。
1987年に大学卒業後、社会人野球のプリンスホテルに進む。最速149km/hを記録するなど才能が開花。1987年の社会人野球日本選手権では2勝をあげ準決勝に進出、熊谷組に延長13回惜敗するが、優秀選手に選出される。1988年には都市対抗の東京都予選1回戦で打球が当たり、1.2だった右眼の視力が一時は0.1まで低下したが、本大会でも1回戦で大阪ガスを相手に先発を果たし、同年のソウルオリンピック野球日本代表に選ばれる。
五輪前の第30回IBAFワールドカップ（アマチュア野球世界選手権が改称）では粘り強い投球で計32奪三振を挙げ、同大会で渡辺智男がヒジを故障したこともあってソウル五輪では潮崎哲也や野茂英雄と組んだローテーションの柱を務めている。予選リーグ初戦の対プエルトリコ戦で完投勝利を収め、続く対台湾戦では同点で迎えた9回表から5イニングを4安打無失点に抑えてチームを勝利に導いた。準決勝の対韓国戦および決勝の対アメリカ戦にも先発したが、決勝では4回に四番のティノ・マルティネスに2ランホームランを打たれ、敗戦投手となっている。大会通算ではチームトップの23.2イニングを投げ、12奪三振、防御率1.14の成績を残した。
まだ十分に会社に貢献できてないとして同年のドラフト会議前にはプロ入り拒否を表明したが西武ライオンズが2位で強行指名。所属するプリンスホテルが西武系列だったため、一部で密約説も噂された。しかし同年は3・4番の小川博文と中島輝士もドラフト指名されたため、プリンスホテル監督の石山建一が石井のプロ入りに難色を示した。その後スカウトの毒島章一による家族への説得もあり、最終的に入団が決定。1位指名の渡辺智男と同じ契約金7,000万円、年俸840万円（いずれも推定）という高条件だった。

### 西武・日本ハム時代
1989年シーズンのキャンプでは順調な仕上がりを見せ、バッテリーコーチの黒田正宏からは「前年のシーズンの新人王の森山良二並に活躍できる」と高い評価を受け、監督の森祇晶にも開幕ローテーション入りを期待されていた。また、投手コーチの八木沢荘六からはアマチュア時代に2番手だったため、肩を酷使していない点も評価されている。
オープン戦でも150km/h近い速球を武器に13回1/3で失点1と好投し、開幕から一軍入りを果たす。開幕後は4月29日の対ダイエー戦で初セーブを挙げるが、続いて先発した5月4日の対オリックス戦は10安打4失点と打ち込まれるなどプロの壁に当たった。後半戦はリリーフを務め、最終的に防御率4.33の成績に終わった。徐々に思い切りの良さが失われ、また変化球の制球が悪いことから投球が単調になったという。また、プリンスホテルの先輩である中島輝士に死球を与え、骨折させたことを気にし、内角が攻めにくくなっていた。
1990年シーズンは、キャンプでコーチの小山正明からパームボールを伝授され、遅い球種を得たことで投球の幅が大きく広がった。シーズン初先発となった5月12日の対ダイエー戦では2回途中でKOされたが、ブルペンでの内容は良かったことから5日後の5月17日の対ロッテ戦に再び先発。中日から移籍してきたベテラン大宮龍男の好リードもあり、初完封を挙げると、次の5月25日でも完投で勝利し、先発ローテーション入りを果たした。7月までに6勝を挙げる活躍で初のオールスターにも出場した。後半はやや伸び悩み8勝に終わったものの、初めて規定投球回（6位、防御率3.38）にも達し、チームの優勝に貢献した。同年の読売ジャイアンツとの日本シリーズでは、西武の4連勝という圧勝で投手を6人しか起用しなかったこともあり、出番はなかった。
1991年シーズンは、右後背筋痛などに苦しみ、シーズン通算は7勝に終わったものの、チームは連覇を飾った。同年の広島東洋カープとの日本シリーズでは、第6戦で郭泰源の後を受け、4回を無失点で切り抜け、シリーズ初勝利を挙げた。
1992年シーズンは、6月28日の対オリックス戦では被安打1のみの準完全試合という好投を見せるなど先発の柱として働く一方、シーズン当初は鹿取義隆や潮崎と並び、抑え役もこなすなどの活躍ぶりを見せ、シーズン通算15勝3敗3S、防御率1.94（赤堀元之に次ぐリーグ2位）の成績で優勝の原動力となり、沢村賞、MVPなど多くのタイトルを獲得した。WHIPは0.88を記録し、9月には4勝0敗で初の月間MVPも受賞した。この年躍進した要因として、前年のシーズンオフに伊東勤の勧めで始めたメンタルトレーニングやノーラン・ライアンのピッチャーズ・バイブルを読んだ事で精神的に成長したことが挙げられている。レギュラーシーズンの優勝決定戦で7点をもらいながら4回2/3で降板したため、ヤクルトスワローズとの日本シリーズでは初戦の先発を外された。石井自身は与四球の少なさからシリーズではリリーフ起用もあると考えていたというが、監督の森は7戦まで勝負がもつれることを想定し、最終戦の先発を石井にしたと語っており、そこから逆算して起用された第3戦の先発では、4番ハウエルから4打席4三振を奪うなど9奪三振、広沢克己のソロ本塁打による1失点、149球で完投勝利を挙げている。さらに第7戦では0-1で迎えた7回表に岡林洋一から自ら右中間に同点タイムリーを放ち、延長戦に持ち込み、10回155球を投げ、完投勝利でチームの日本一を果たし（更には胴上げ投手にもなった）、シリーズMVPにも選出された。
1993年シーズンは、シーズン当初より完全に先発投手として起用され、郭の故障や渡辺久信の不調がある中、工藤公康とともに安定した働きを見せる。このシーズンも4完封を含む12勝を挙げたが、その12勝目を挙げた後は4連敗とやや尻つぼみな形で終える。ヤクルトスワローズとの日本シリーズでは第4戦で先発し、1失点ながら4回で降板し、敗戦投手となった。同年のシーズンオフには2,800万円増の1億1,000万円で契約を更改し、1億円プレイヤーとなっている。
1994年シーズンは、先発で調子が出なかったり勝ち星に恵まれない試合も多く、先発では4勝6敗防御率3.75だったがシーズン終盤には郭泰源とともにリリーフに回りチームの11連勝を支えた。9月は1勝0敗4S、防御率1.20と好投し、月間MVPに選ばれている。10月も1勝上乗せし、抑えでの成績は2勝0敗4S防御率1.06の成績を挙げ、この終盤の石井の活躍もあり、チームは5連覇を飾った。巨人との日本シリーズでも抑え役を務め、第3戦では敗戦投手となったものの第4戦では9回途中から延長12回までを投げ抜き、勝利投手となった。しかし、巨人に王手を掛けられた第6戦目では1点差に迫った8回裏にヘンリー・コトーに追加点となる痛恨のソロホームランを打たれ、そのままチームは日本一を逃した。
1995年シーズンは、再び先発ローテーションに戻り、4月に3完投を含む4勝を挙げ、防御率0.79で月間MVPを受賞するなど順調な滑り出しを見せた。しかし7月15日の対日本ハム戦の試合前の練習で左脹脛肉離れを起こし、同年のオールスターゲームへの出場を辞退し、代わりに郭泰源が出場している。この影響と腰痛のため、2ヶ月間戦列を離れ、シーズン通算では2年ぶりに二桁勝利を挙げるも規定投球回数には到達しなかった。同年はチームもリーグ優勝を逃し、同年のシーズンオフの更改で年俸は9,800万円（推定）と1億円を割り込んだ。
1996年シーズンは、5月2日の対日本ハム戦で降板した直後に右足に激痛を感じ、経過観察後の7月9日に軟骨除去手術を行ない同年はプロ初の未勝利に終わった。
1997年シーズンは、5月24日の対日本ハム戦で2年ぶりの勝利を挙げ、リーグ優勝にも貢献、ヤクルトとの日本シリーズでも先発登板をしたが、同年のシーズンオフの10月29日に西崎幸広との交換トレードを告げられ、奈良原浩と共に日本ハムファイターズへ移籍。
1999年シーズン、移籍して2年間一軍でも二軍でも思うような結果を残せず、同年の10月7日に日本ハムから戦力外通告を受ける。横浜ベイスターズ、阪神タイガース、大阪近鉄バファローズの入団テストを受けるも、いずれも不合格。ちなみに他のチームのテストとの日程の兼ね合いでテストを回避した千葉ロッテマリーンズはテストでベテラン選手（河野博文、秦真司、本西厚博）を大量採用する等皮肉な結果になった。（人間解析ドキュメント ZONEより）
「ZONE」では、日本ハムから戦力外通告を受けてから台湾に渡るまでが放送された。全盛期のイメージと現在とのギャップ、またテストを控えていたが怪我の影響もあり、走り込みなどの調整が上手く進めず、調整を手伝ってもらっていた捕手に八つ当たりをするなどこの時の苦悩が鮮明に描かれ、放送された。この放送回が反響を呼び以後プロ野球の戦力外選手の特集はTBSでのプロ野球オフシーズンの恒例番組になった。

### 台湾球界移籍以降
現役続行を強く希望し、西武時代の同僚・渡辺久信や郭泰源に相談し、台湾大聯盟の台北太陽に選手兼任コーチとして入団が決まった。
2000年シーズンは、16勝5敗、防御率1.74の好成績でチームのリーグ優勝に貢献し、最多勝、最優秀防御率とMVPのタイトルを獲得した。球速は135km/h前後と全盛期より落ちていたが、制球の良さを活かした投球をしていた。
2001年シーズンも9勝を挙げたが、同年のシーズン限りで現役を引退。

### 現役引退後
2002年シーズンは、台北太陽の監督を務めた。チームスタッフは自身を含めて6名だけで、打撃投手も兼任していた。
2003年シーズンは、韓国プロ野球・ロッテ・ジャイアンツの投手コーチを務めた。
2004年シーズンからは古巣・西武に復帰。
2009年シーズンまでは二軍投手・トレーニングコーチを務めた。
2010年シーズンにはフロント入り。
2011年シーズンは一軍投手コーチを務め、同年11月7日に球団から来季の契約を結ばないことを通達された。
2012年シーズンからはフロント入りし、ライオンズアカデミーコーチとして少年らへの指導に当たる。
2014年シーズンには、西武の一軍投手コーチとして現場に復帰する。シーズン当初はブルペン担当だったが、5月27日に配置転換としてベンチに入ることが発表された。10月4日に球団から来季の契約を結ばないことを通達された。
2015年からは再びライオンズアカデミーコーチとなる傍らフジテレビTWOの野球解説者として活動している。

## プレースタイル
ワインドアップのアーム式スリークォーターから最速148km/hの速球を投げる一方、体幹がブレないため社会人時代から制球力には定評があった。静かな投球フォームはジム・パーマーのようだと評され、球持ちの長い事が制球の良さに繋がっていた。1992年にはパ・リーグで規定投球回に達した投手で最少の28四球を記録し、翌年は191回2/3に投球回が増えながら四球数は増えていない。好調時にはストライクゾーンの中でコースの投げ分けができたという。
アマチュア時代は速球と手元で曲がるスライダーを武器にしていたが、西武で小山正明コーチからパームボールを習得し、投球の幅が大きく広がった。パームは薬指、中指、人差し指の第2関節より下でボールに触れ、親指1本で持ち、小指を添えるような握りだった。主に真ん中低めに投げていたが手首を固定するためヒジや肩に負担がかかり、ヒジを故障する原因になったという。パームは1992年の時点で球速が120km/h程度あり、さらに遅くし、緩急を増すことを目標にしていた。
打撃については中学時代に基礎を習わず、高校では控え投手ということもあり、練習時間がなかった。その後の社会人、プロでも指名打者制が採用されたため、ほぼ素人に近いレベルだったという。1992年の日本シリーズ第7戦がプロで初めての打席だったが、この試合で岡林洋一からタイムリーを放っている。

## 詳細情報

### 年度別投手成績
| 年 度      | 球 団      | 登 板 | 先 発 | 完 投 | 完 封 | 無 四 球 | 勝 利 | 敗 戦 | セ 丨 ブ | ホ 丨 ル ド | 勝 率 | 打 者 | 投 球 回 | 被 安 打 | 被 本 塁 打 | 与 四 球 | 敬 遠 | 与 死 球 | 奪 三 振 | 暴 投 | ボ 丨 ク | 失 点 | 自 責 点 | 防 御 率 | W H I P |
| ---------- | ---------- | ----- | ----- | ----- | ----- | -------- | ----- | ----- | -------- | ----------- | ----- | ----- | -------- | -------- | ----------- | -------- | ----- | -------- | -------- | ----- | -------- | ----- | -------- | -------- | ------- |
| 1989       | 西武       | 33    | 3     | 0     | 0     | 0        | 4     | 4     | 3        | --          | .500  | 302   | 68.2     | 85       | 6           | 21       | 4     | 3        | 39       | 0     | 0        | 33    | 33       | 4.33     | 1.54    |
| 1990       | 西武       | 23    | 17    | 6     | 2     | 0        | 8     | 6     | 0        | --          | .571  | 556   | 133.1    | 132      | 14          | 29       | 1     | 0        | 99       | 4     | 0        | 54    | 50       | 3.38     | 1.21    |
| 1991       | 西武       | 17    | 15    | 6     | 1     | 3        | 7     | 5     | 0        | --          | .583  | 426   | 110.1    | 81       | 15          | 23       | 0     | 0        | 68       | 1     | 1        | 41    | 40       | 3.26     | 0.94    |
| 1992       | 西武       | 27    | 19    | 8     | 3     | 3        | 15    | 3     | 3        | --          | .833  | 563   | 148.1    | 103      | 9           | 28       | 0     | 1        | 123      | 0     | 0        | 34    | 32       | 1.94     | 0.88    |
| 1993       | 西武       | 26    | 26    | 14    | 4     | 4        | 12    | 10    | 0        | --          | .545  | 766   | 191.2    | 173      | 25          | 28       | 4     | 3        | 144      | 3     | 0        | 69    | 68       | 3.19     | 1.05    |
| 1994       | 西武       | 27    | 15    | 4     | 1     | 1        | 6     | 6     | 4        | --          | .500  | 482   | 118.2    | 106      | 10          | 30       | 6     | 2        | 70       | 1     | 0        | 49    | 44       | 3.34     | 1.15    |
| 1995       | 西武       | 18    | 17    | 5     | 2     | 1        | 10    | 6     | 0        | --          | .625  | 466   | 115.1    | 95       | 9           | 28       | 1     | 0        | 82       | 0     | 0        | 38    | 35       | 2.73     | 1.07    |
| 1996       | 西武       | 5     | 4     | 0     | 0     | 0        | 0     | 1     | 0        | --          | .000  | 108   | 25.2     | 21       | 4           | 10       | 0     | 1        | 10       | 0     | 0        | 11    | 10       | 3.51     | 1.21    |
| 1997       | 西武       | 30    | 17    | 0     | 0     | 0        | 4     | 5     | 0        | --          | .444  | 471   | 109.2    | 109      | 8           | 41       | 1     | 2        | 72       | 1     | 0        | 51    | 42       | 3.45     | 1.37    |
| 1998       | 日本ハム   | 27    | 5     | 0     | 0     | 0        | 2     | 5     | 0        | --          | .286  | 211   | 46.1     | 56       | 9           | 17       | 2     | 3        | 35       | 0     | 2        | 35    | 32       | 6.22     | 1.58    |
| 1999       | 日本ハム   | 20    | 0     | 0     | 0     | 0        | 0     | 1     | 0        | --          | .000  | 115   | 25.0     | 34       | 3           | 7        | 1     | 2        | 13       | 0     | 0        | 19    | 16       | 5.76     | 1.64    |
| 通算：11年 | 通算：11年 | 253   | 138   | 43    | 13    | 12       | 68    | 52    | 10       | --          | .567  | 4466  | 1093.0   | 995      | 112         | 262      | 20    | 17       | 755      | 10    | 3        | 434   | 402      | 3.31     | 1.15    |

### タイトル
NPB
- 最高勝率：1回 （1992年）

TML
- 最多勝利：1回 （2000年）
- 最優秀防御率：1回 （2000年）

### 表彰
NPB
- 沢村栄治賞：1回 （1992年）※148.1投球回での受賞は史上最少
- 最優秀選手：1回 （1992年）
- ベストナイン：1回 （投手部門：1992年）
- 正力松太郎賞：1回 （1992年）※沢村賞との同時受賞は史上唯一、先発投手の受賞は他に工藤公康（1987年）のみ
- 月間MVP：3回 （投手部門：1992年9月、1994年9月、1995年4月）
- 最優秀バッテリー賞：1回 （1992年 捕手：伊東勤）
- 日本シリーズMVP：1回 （1992年）

TML
- 最優秀選手：1回 （2000年）

その他
- 日本プロスポーツ大賞 殊勲賞：1回 （1992年）[39]

### 記録
NPB初記録
- 初登板：1989年4月13日、対日本ハムファイターズ戦（西武ライオンズ球場）、9回表に救援登板、1回2失点
- 初セーブ：1989年4月29日、対福岡ダイエーホークス戦（西武ライオンズ球場）、8回表に救援登板・完了、2回無失点
- 初勝利：1989年7月13日、対近鉄バファローズ戦（藤井寺球場）、5回裏1死に救援登板、4回2/3無失点
- 初完投勝利・初完封勝利：1990年5月17日、対ロッテオリオンズ戦（西武ライオンズ球場）、1被安打6奪三振1与四死球

NPBその他の記録
- オールスターゲーム出場：2回 （1990年、1992年） ※1995年も選出されるも出場辞退[40]

### 背番号
- 11 （1989年 - 1997年）
- 27 （1998年 - 1999年）
- 34 （2000年 - 2002年）
- 77 （2004年 - 2009年、2014年）
- 88 （2011年）